# Campanha de U-boat

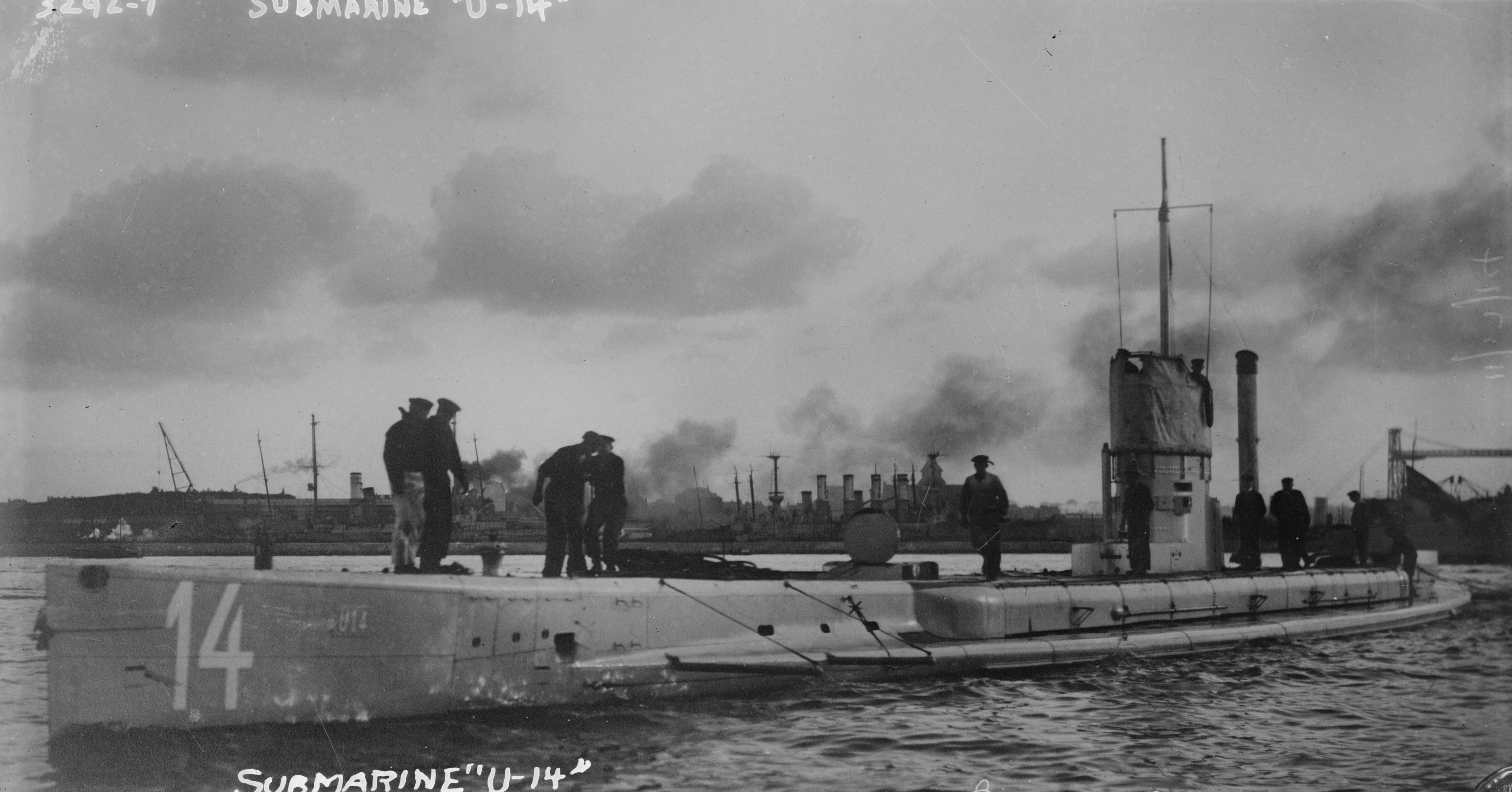
U-boat U-14 Alemão

A Campanha de submarinos ou Campanha de U-boat de 1914 a 1918 foi a campanha naval da Primeira Guerra Mundial travada por U-boats alemães contra as rotas comerciais dos Aliados. Ocorreu principalmente nos mares ao redor das Ilhas Britânicas e no Mediterrâneo. O Império Alemão dependia de importações para alimentos e produção doméstica de alimentos (especialmente fertilizantes) e o Reino Unido dependia fortemente de importações para alimentar sua população, e ambos exigiam matérias-primas para abastecer sua indústria de guerra; os poderes visavam, portanto, bloquear um ao outro. Os britânicos tinham a Marinha Real que era superior em número e podia operar na maior parte dos oceanos do mundo por causa da grande frota do Império Britânico, enquanto a frota de superfície da Marinha Imperial Alemã era restrita principalmente à baía alemã e guerra submarina irrestrita para operar em outros lugares.

## Resultados
Somente no curso dos eventos no Atlântico, os submarinos alemães afundaram quase 5 000 navios com quase 13 milhões de tonelagem bruta, perdendo 178 submarinos e cerca de 5 000 homens em combate. Outros teatros navais viram U-boats operando tanto no Extremo Oriente quanto no Sudeste Asiático, no Oceano Índico e no Mediterrâneo e no Mar do Norte.

### Tonelagem aliada e neutra afundada por submarinos na Primeira Guerra Mundial
| Mês       | 1914    | 1915      | 1916      | 1917      | 1918      |
| --------- | ------- | --------- | --------- | --------- | --------- |
| Janeiro   |         | 47 981    | 81 259    | 368 521   | 306 658   |
| Fevereiro |         | 59 921    | 117 547   | 540 006   | 318 957   |
| Março     |         | 80 775    | 167 097   | 593 841   | 342 597   |
| abril     |         | 55 725    | 191 667   | 881 027   | 278 719   |
| Maio      |         | 120 058   | 129 175   | 596 629   | 295 520   |
| Junho     |         | 131 428   | 108 851   | 687 507   | 255 587   |
| Julho     |         | 109 640   | 118 215   | 557 988   | 260 967   |
| Agosto    | 62 767  | 185 866   | 162 744   | 511 730   | 283 815   |
| Setembro  | 98 378  | 151 884   | 230 460   | 351 748   | 187 881   |
| Outubro   | 87 917  | 88 534    | 353 660   | 458 558   | 118 559   |
| Novembro  | 19 413  | 153 043   | 311 508   | 289 212   | 17 682    |
| Dezembro  | 44 197  | 123 141   | 355 139   | 399 212   |           |
| Total     | 312 672 | 1 307 996 | 2 327 326 | 6 235 878 | 2 666 942 |

Total geral 12 850 815 toneladas brutas

## RMSLusitania
Em 7 de maio de 1915, o transatlântico RMS Lusitania foi torpedeado pelo U-20, a 21 km de Old Head of Kinsale, na Irlanda, e afundou em apenas 18 minutos. Das 1 959 pessoas a bordo, 1 198 morreram, 128 delas cidadãos americanos.
Após o incidente, o governo alemão tentou justificá-lo com uma série de argumentos; no entanto, houve grande indignação na Grã-Bretanha e na América, e os britânicos sentiram que os americanos deveriam declarar guerra à Alemanha. No entanto, o presidente dos Estados Unidos, Woodrow Wilson, recusou-se a reagir de forma exagerada, embora alguns acreditassem que a enorme perda de vidas causada pelo naufrágio do Lusitania exigia uma resposta firme dos Estados Unidos.
Quando a Alemanha começou sua campanha de U-boat contra a Grã-Bretanha, Wilson advertiu que os EUA iriam responsabilizar o governo alemão por qualquer violação dos direitos americanos. Apoiado pelo segundo em comando do Departamento de Estado, Robert Lansing, Wilson deixou sua posição clara em três notas ao governo alemão emitidas em 13 de maio, 9 de junho e 21 de julho.
A primeira nota afirmava o direito dos americanos de viajar como passageiros em navios mercantes e pedia aos alemães que abandonassem a guerra submarina contra navios comerciais, independentemente da bandeira sob a qual navegassem.
Na segunda nota, Wilson rejeitou os argumentos alemães de que o bloqueio britânico era ilegal e um ataque cruel e mortal a civis inocentes, e a acusação de que o Lusitânia estava carregando munições. O secretário de Estado William Jennings Bryan considerou a segunda nota de Wilson muito provocativa e renunciou em protesto após não ter conseguido moderá-la.
A terceira nota, de 21 de julho, emitiu um ultimato, no sentido de que os EUA considerariam qualquer naufrágio subsequente como "deliberadamente hostil". Embora o público e a liderança americanos não estivessem prontos para a guerra, o caminho para uma eventual declaração de guerra havia sido definido como resultado do naufrágio do Lusitânia.

## Participação brasileira
Em 21 de dezembro de 1917, o governo britânico solicitou que uma força naval brasileira de cruzadores leves fosse colocada sob controle da Marinha Real e um esquadrão composto pelos cruzadores Rio Grande do Sul e Bahia, os contratorpedeiros Paraíba, Rio Grande do Norte, Piauí e Santa Catarina foi formado, mais o navio de apoio Belmonte e o rebocador oceânico Laurindo Pitta, designado Divisão Naval em Operações de Guerra. O DNOG partiu em 31 de julho de 1918 de Fernando de Noronha para Serra Leoa, chegando a Freetown em 9 de agosto e navegando para sua nova base de operações, Dakar, em 23 de agosto. Na noite de 25 de agosto, a divisão acreditou ter sido atacada por um submarino quando o cruzador auxiliar Belmonte avistou uma pista de torpedo. O suposto submarino foi alvejado e supostamente afundado pelo Rio Grande do Norte, mas o naufrágio nunca foi confirmado.
O DNOG patrulhou o triângulo Dakar-Cabo Verde-Gibraltar, até 3 de novembro de 1918, quando partiu para Gibraltar para iniciar as operações no Mediterrâneo, com exceção do Rio Grande do Sul, Rio Grande do Norte e Belmonte.

## 1918
Em meados de 1918, as perdas de submarinos atingiram níveis inaceitáveis e o moral de suas tripulações se deteriorou drasticamente; no outono ficou claro que as Potências Centrais não poderiam vencer a guerra.
Os Aliados insistiram que uma pré-condição essencial de qualquer armistício era que a Alemanha entregasse todos os seus submarinos e, em 24 de outubro de 1918, todos os submarinos alemães receberam ordens de cessar as operações ofensivas e retornar aos seus portos de origem. Os Aliados estipularam que todos os submarinos em condições de navegar deveriam ser entregues a eles e os dos estaleiros deveriam ser desmantelados. Mais de 160 U-boats se renderam em Harwich, Essex, em novembro de 1918. Supervisionados pelo contra-almirante Sir Reginald Tyrwhitt, comandante da frota de Harwich, as tripulações alemãs foram carregadas para transportar navios a serem enviados para casa sem permissão para pisar em solo britânico. Alguns dos U-boats foram enviados para lugares como Liverpool ou Brighton para serem expostas enquanto outras foram deixadas na praia. O último papel significativo desempenhado pelos U-boats na Primeira Guerra Mundial foi a supressão do motim naval alemão naquele mesmo mês, quando eles estavam prontos para "disparar sem aviso em qualquer navio que arvorasse a bandeira vermelha".